# Hoe Jong-jil
Hoe Jong-jil (ur. 15 sierpnia 1972) – północnokoreański bokser, olimpijczyk.

## Kariera amatorska
W 1996 reprezentował Koreę Północną na igrzyskach olimpijskich w Atlancie, rywalizując w kategorii koguciej. Na igrzyskach przegrał swoją pierwszą walkę z Zahirem Raheemem, odpadając z zawodów w 1/16 finału.